# Labeo victorianus
The Ningu (Labeo victorianus) là một loài cá vây tia trong họ Cyprinidae.
Nó được tìm thấy ở Burundi, Kenya, Tanzania, and Uganda.
Các môi trường sống tự nhiên của chúng là sông, swamps, hồ nước ngọt, đầm lầy nước ngọt, and inland deltas.